# Eleccions regionals de Sicília de 1986
Les eleccions regionals per a renovar l'Assemblea Regional de Sicília se celebraren el 22 de juny de 1986. La participació fou del 77,8%.
| ← Eleccions regionals de Sicília, 1986 →    |           |        |        |
| Partits                                     | vots      | %      | escons |
| Democràcia Cristiana Italiana               | 1.109.570 | 38,8%  | 36     |
| Partit Comunista Italià (PCI)               | 553.629   | 19,3%  | 19     |
| Partit Socialista Italià (PSI)              | 383.902   | 15,0%  | 14     |
| Moviment Social Italià-Dreta Nacional (MSI) | 262.279   | 9,2%   | 8      |
| Partit Socialista Democràtic Italià (PSDI)  | 122.495   | 4,3%   | 4      |
| Partit Republicà Italià (PRI)               | 145.408   | 5,1%   | 5      |
| Partit Liberal Italià (PLI)                 | 80.241    | 2,8%   | 3      |
| Democràcia Proletària (DP)                  | 36.260    | 1,3%   | 1      |
| Verds                                       | 17.870    | 0,6%   | -      |
| PLI-PSDI                                    | 11.975    | 0,4%   | -      |
| PLI-PRI-PSDI                                | 9.257     | 0,3%   | -      |
| altres                                      | 78.317    | 2,7%   | -      |
| Total                                       | 2.856.961 | 100,00 | 90     |

Fonts: Ministeri del l'Interior, ISTAT i Assemblea Regional Siciliana